# Darien (condado de Fairfield)
Darien es un lugar designado por el censo ubicado en el condado de Fairfield en el estado estadounidense de Connecticut. En el año 2010 tenía una población de 3,368 habitantes.

## Geografía
Darien se encuentra ubicado en las coordenadas 41°3′7″N 72°28′44″O / 41.05194, -72.47889.